# Kristian Vesalainen
Kristian Vesalainen, född 1 juni 1999 i Helsingfors är en finländsk ishockeyspelare som spelar för HIFK i FM-ligan.
Han har tidigare spelat för Winnipeg Jets i NHL, Kärpät i Liiga och Frölunda HC i SHL. Hans moderklubb är HIFK. 
Vesalainen gjorde sin debut i Frölunda HC när han bara var 16 år gammal som den yngste utländske spelaren i SHLs historia. 
Han draftades av Winnipeg Jets i första rundan, som 24:e spelare totalt, i NHL-draften 2017. 